# LisaRaye McCoy
LisaRaye McCoy (Chicago, Illinois, Estados Unidos em 23 de Setembro de 1966) conhecida como LisaRaye, é uma atriz e design de moda americana. Ele é também a ex-esposa de Michael Misick, o primeiro Premier de Turks e Caicos, fazendo dela a primeira-dama da Ilhas de Turks e Caicos. Ele é melhor conhecida por retratar Diana "Diamond" Armstrong no filme The Players Club, Neesee James na sitcom da CW All of Us de 2003 até 2007 e Keisha Greene na comédia romântica da VH1, na série Single Ladies.

## Filmografia
| Ano       | Título                       | Papel                   | Outras notas                              |
| --------- | ---------------------------- | ----------------------- | ----------------------------------------- |
| 1995      | Martin                       |                         | TV, 1 episode: Swing Thing                |
| 1996      | Reasons                      |                         |                                           |
| 1996      | Moesha                       |                         | TV, 1 episódio: Friends                   |
| 1997      | In the House                 | Delivery Woman          | TV, 2 episódios, creditada como Lisa Raye |
| 1998      | The Parent 'Hood             |                         | TV, 1 episódio, creditada como Lisa Raye  |
| 1998      | The Players Club             | Diana Armstrong/Diamond |                                           |
| 1999      | The Wood                     | Lisa                    | Credited as Lisaraye                      |
| 2000      | The Cheapest Movie Ever Made |                         |                                           |
| 2000      | Rhapsody                     | Victoria                | Filme para TV                             |
| 2001      | Date from Hell               |                         |                                           |
| 2001      | All About You                | Lisa                    |                                           |
| 2002      | Civil Brand                  | Frances Shepard         |                                           |
| 2002      | Go for Broke                 | Belinda/Star            |                                           |
| 2003      | Love Chronicles              | Marie Toursaant         |                                           |
| 2003      | Gang of Roses                | Marie                   |                                           |
| 2003-2007 | All of Us                    | Neesee James            | TV, 51 episódios                          |
| 2005      | Beauty Shop                  | Rochelle                | Creditada como Lisaraye McCoy             |
| 2005      | Envy                         |                         |                                           |
| 2005      | The Proud Family Movie       | Choreographer           | Creditada como LisaRaye McCoy             |
| 2009      | Contradictions of the Heart  | Kiki                    |                                           |
| 2011      | Single Ladies                | Keisha Greene           |                                           |
| 2011      | Hawthorne                    | Chandra                 | TV, 1 episódio: Just Between Friends      |

## Award nominations
| Ano  | Prêmio             | Resultado | Categoria                                         | Séries    |
| ---- | ------------------ | --------- | ------------------------------------------------- | --------- |
| 2007 | NAACP Image Awards | Nomeada   | Outstanding Supporting Actress in a Comedy Series | All of Us |